# Nefridi
Els nefridis (del llatí Nephridium) són òrgans excretors dels animals invertebrats amb una funció similar a la dels ronyons dels vertebrats. Eliminen els rebuigs metabòlics del cos de l'animal. Apareixen en molts embrancaments animals (com els anèl·lids, els mol·luscs i els artròpodes). Es diferencien dos tipus: metanefridis i protonefridis.

## Metanefridi

Ubicació del metanefridi d'un cuc de terra (9).

Metanefridi d'un cuc de terra

Un metanefridi (meta = "després") és un tipus de glàndula excretora present en molts tipus d'invertebrats com els anèl·lids, el artròpodes i els mol·luscs. En aquests darrers rep el nom d'òrgan de Bojanus.
Un metanefridi consisteix normalment en un embut ciliat que s'obre cap a la cavitat corporal o celoma i que està connectat a un conducte que pot ser en forma de glàndula, plegat o en forma de vesicula, que normalment s'obre cap a l'exterior de l'organisme. Aquests túbuls ciliats bomben aigua amb excedents d'ions, residus metabòlics, toxines dels aliments i hormones inútils fora de l'organisme dirigint-los cap a cossos en forma d'embut anomenats nefròstomes. Aquests residus s'envien fora de l'organisme a través del nefridiòpor. L'orina primària produïda per filtració de sang (o un fluid similar) es modifica a l'orina secundària a través de la reabsorció selectiva de molècules.